# Торресілья-дель-Ребольяр
Торресілья-дель-Ребольяр (ісп. Torrecilla del Rebollar) — муніципалітет в Іспанії, у складі автономної спільноти Арагон, у провінції Теруель. Населення — 151 особа (2010).
Муніципалітет розташований на відстані близько 230 км на схід від Мадрида, 65 км на північ від міста Теруель.
На території муніципалітету розташовані такі населені пункти: (дані про населення за 2010 рік)
- Годос: 77 осіб
- Торресілья-дель-Ребольяр: 74 особи

## Демографія
Динаміка населення (INE ):